# Секундный маятник

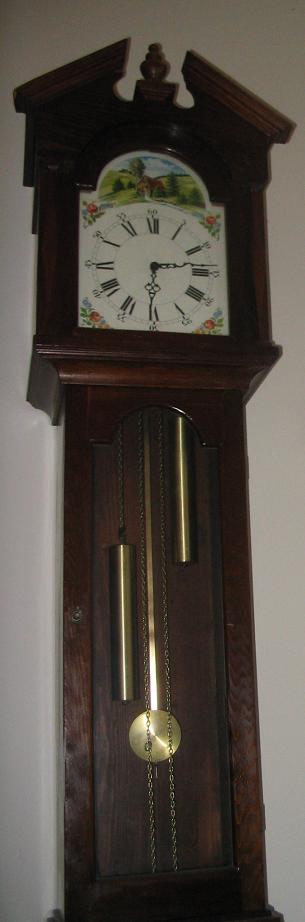
Часовой шкаф с секундным маятником

Секундный маятник с периодом в 2 секунды, качание в одну сторону занимает ровно 1 секунду

Секу́ндный ма́ятник — маятник, период колебаний которого составляет точно 2 секунды; одна секунда для отклонения от одного крайнего положения до другого и одна секунда для возвращения обратно (частота колебаний 1/2 Гц). Груз маятника подвешен на оси так, что он может свободно качаться. Колебания маятника совершаются под действием силы тяжести, силы упругости и силы трения. Во многих случаях силой трения можно пренебречь, а от сил упругости (либо сил тяжести) абстрагироваться, заменив их связями. После того как маятник смещается в сторону от положения равновесия, благодаря силе земного притяжения он возвращается обратно к положению равновесия. Время одного полного цикла качания маятника, то есть время, затрачиваемое маятником на движение от одного крайнего положения до возврата в то же положение, называется периодом колебаний. Длительность периода качания маятника зависит от его длины, а также, в незначительной степени, от распределения груза (расположение момента инерции относительно собственного центра масс) и амплитуды (размаха) качания маятника.
При ускорении свободного падения, равном стандартному значению (9,80665 м/с2), длина секундного маятника составляет 0,994 метра (39,1 дюйма). Эта величина впервые была установлена французским математиком М. Мерсенном в 1644 году. В 1660 году Лондонское королевское общество предложило (по инициативе Гюйгенса) использовать длину секундного маятника в качестве универсальной стандартной единицы длины, для которой в 1675 году итальянский изобретатель и метролог Тито Ливио Бураттини предложил специальное название — метр, но идея об универсальной единице измерения в то время не была поддержана и лишь в XVIII веке получила дальнейшее развитие.
Во время экспедиции в Южную Америку 1671—1673 годов французский астроном Ж. Рише установил, что на широте +5° период колебаний секундного маятника увеличивается по сравнению с тем, который наблюдается в Париже, расположенном на 48-м градусе широты (что было первым прямым доказательством уменьшения силы тяжести по мере приближения к экватору). С учётом выявленной зависимости в 1790 году французский государственный деятель Ш. Талейран предложил установить величину стандартной единицы длины равной длине секундного маятника на широте 45°. В том же году Томас Джефферсон предложил в рамках задуманной им реформы системы мер в США ввести меру длины, равную одной трети длины секундного маятника, назвав её «фут» (англ. foot).
В 1670 году Уильям Клемент использовал секундный маятник в своей оригинальной версии маятниковых часов Х. Гюйгенса, создав напольные часы, которые могли отсчитывать секунды.